# Nils Hellsten (gimnasta)
Nils Robert Hellsten (Estocolm, 7 d'octubre de 1885 – Estocolm, 14 de novembre de 1963) va ser un gimnasta suec que va competir a principis del segle xx.
El 1908 va prendre part en els Jocs Olímpics de Londres, on guanyà la medalla d'or en la prova del concurs complet per equips, com a membre de l'equip suec.